# Trung Hoa Anh hùng
Trung Hoa Anh Hùng (中華英雄, Zhong Hua Ying Xiong), tên tiếng Anh là Chinese Hero: Tales of the Blood Sword, Blood Sword, Blood Sword Dynasty, A Chinese Hero: Tales of the Blood Sword and A Man Called Hero là một Truyện tranh Trung Hoa thuộc thể loại Võ hiệp do tác giả người Hồng Kông Mã Vinh Thành sáng tác.

## Bối cảnh
Nét vẽ của Trung Hoa Anh Hùng đã đặt nền móng cho những chuẩn mực của truyện tranh Trung Hoa hiện đại. Nói cụ thể, nghệ thuật vẽ tranh của truyện là một bước đột phá lớn với những hình ảnh được minh họa hết sức chi tiết, phong cách miêu tả hiện thực, các đoạn cắt cảnh rất rõ ràng và màu sắc được sử dụng hết sức điêu luyện và cốt truyện hấp dẫn. Tác phẩm đã đem lại danh tiếng lớn lao cũng như sự giàu có cho tác giả của nó: thật vậy Mã Vinh Thành trở thành họa sĩ truyện tranh Hồng Kông lừng tiếng nhất trong thời điểm đó. Trung Hoa Anh Hùng là một tác phẩm cực kì ăn khách với hơn 45 nghìn ấn bản được bán ra trong lần phát hành đầu tiên. Tại thời điểm cực thịnh của nó, doanh số bán ra lên tới 20 vạn. Trung Hoa Anh Hùng cũng nổi tiếng với sự "không hoàn hảo" của các nhân vật như các nhân vật có thể bị chột mắt hay bị mất tay chân; mục đích việc này nhằm thể hiện một cách chân thật chân lý "nhân vô thập toàn" trên thế giới này.

## Cốt truyện
Trong quá trình tìm kiếm tung tích của một tên sát nhân người phương Tây đã giết hại cả gia đình mình, nhân vật chính Hoa Anh Hùng đến Hoa Kỳ và định cư ở đó. Trong cuộc phiêu lưu ở xứ sở mới, Hoa Anh Hùng cũng kết giao với nhiều người bạn mới như Ghostserver, Hoàng Long và dần trở thành một cao thủ võ lâm. Khi anh đặt chân tới thành phố Chicago, Hoa Anh Hùng liền vướng vào rắc rối với các băng đảng Mỹ, những vụ giết người và cả nạn phân biệt chủng tộc.

## Xuất bản

### Lần đầu xuất bản
Trung Hoa Anh Hùng được đăng lần đầu trên nhật báo Golden Daily trong năm 1980 như là một phần của tác phẩm Túy quyền của Hoàng Ngọc Lang. Về sau Trung Hoa Anh Hùng được đăng và xuất bản như một tác phẩm độc lập. Tập 1 của Trung Hoa Anh Hùng được xuất bản vào năm 1982.

### Ấn bản do Jademan phát hành
Từ cuối năm 1988, Jademan bắt đầu xuất bản Trung Hoa Anh Hùng bằng tiếng Anh dưới tựa đề "The Blood Sword" (Huyết kiếm). Về sau Jademan lại xuất bản loạt truyện thứ hai của Trung Hoa Anh Hùng dưới cái tên "Blood Sword Dynasty" (Huyết kiếm triều đại) với nội dung kể về cuộc phiêu lưu của Hoa Kiếm Hùng - con trai của Hoa Anh Hùng. Từ năm 1989, tác giả Mã Vinh Thành thôi làm việc cho Jademan.
Phiên bản gốc của "Blood Sword Dynasty" là một phần của loạt truyện Trung Hoa Anh Hùng chứ không phải là một truyện dạng Spin-off. Bất chấp sự thành công của tác phẩm, bộ truyện ngưng xuất bản vào năm 1993.
Hiện trọn bộ Trung Hoa Anh Hùng chưa được xuất bản hoàn toàn bằng tiếng Anh. Thêm nữa phiên bản tiếng Anh do Jademan ấn hành bị chỉ trích là có chất lượng dịch kém cỏi.

### Ấn bản do DrMaster phát hành
Tháng 10 năm 2006, nhà xuất bản DrMaster chính thức thông báo rằng họ sẽ tái bản bộ truyện Trung Hoa Anh Hùng bằng tiếng Anh. Bản tiếng Anh này sẽ có lời dịch mới hoàn toàn; đồng thời màu sắc và cảnh vật sẽ được chỉnh sửa bằng kỹ thuật vi tính. Tuy nhiên DrMaster sẽ không tái bản phần đầu truyện (do phần này có nội dung bài phương Tây rất kịch liệt) mà chỉ bắt đầu từ mùa thứ hai của truyện. Đồng thời cốt truyện cũng thay đổi vì lý do tương tự: gia đình của Hoa Anh Hùng không bị một người phương Tây giết mà bị một gia tộc đối địch sát hại.

#### Các tập truyện Trung Hoa Anh Hùng do DrMaster tái bản
Tên các tập truyện (bằng tiếng Anh):
- - Tập 1: Tales of the Blood Sword volume 1 (tháng 4 năm 2007, 260 trang, ISBN 1597960411)
  - Tập 2: Tales of the Blood Sword volume 2 (tháng 9 năm 2007, 260 trang, ISBN 1597961167)
  - Tập 3: Tales of the Blood Sword volume 3 (tháng 8 năm 2007, 280 trang, ISBN 1597961175)
  - Tập 4: Tales of the Blood Sword volume 4 (tháng 11 năm 2007, 280 trang, ISBN 1597961183)
  - Tập 5: Tales of the Blood Sword volume 5 (tháng 2 năm 2008, 240 trang, ISBN 1597961248)

## Chuyển thể

### Phim truyền hình
| Năm  | Nước sản xuất | Diễn viên thủ vai | Tựa phim           | Số tập |
| ---- | ------------- | ----------------- | ------------------ | ------ |
| 1990 | Hồng Kông     | Hà Gia Kính       | Huyết kiếm         | 25     |
| 2005 | Đài Loan      | Hà Nhuận Đông     | Trung Hoa Anh Hùng | 40     |

### Phim chiếu rạp
Trung Hoa Anh Hùng được chuyển thể thành bộ phim Hồng Kông cùng tên (tên tiếng Anh là A man called Hero) của đạo diễn Lưu Vĩ Cường sản xuất năm 1999 với diễn viên Trịnh Y Kiện thủ vai nhân vật Hoa Anh Hùng. Mặc dù cốt truyện của bộ phim có nhiều sai khác so với truyện tranh, đây vẫn là một trong những bộ phim ăn khách nhất và có doanh thu cao nhất của Hồng Kông trong thời gian đó.

### Game Video

Trò chơi điện tử "Trung Hoa Anh Hùng"

Một game video dựa trên cốt truyện của Trung Hoa Anh Hùng được hãng Acebrock sản xuất. Game có cả phiên bản tiếng Anh lẫn tiếng Trung. Game cũng dùng tựa tiếng Anh "A Man Called Hero" giống như phim; tuy nhiên cốt truyện của game bám rất sát cốt truyện của truyện tranh. Game này được đánh giá rất cao trên các trang web game như GameSpot và GameFAQs.